# Пад Асура
Пад Асура се одиграо након што је некадашња престоница Новоасирског царства била освојена од стране медијско-вавилонског савеза. Уследило је потпуно пустошење и разарање града од кога се он никада није опоравио.
Опсада Асура је представљала један од завршних догађаја у дуготрајном рату Асираца и Вавилонаца који је започео Набополасаровим устанком 626. п. н. е.. Наполосара је за пет година успео да отера Асирце из Месопотамије, а потом је године 616. п. н. е. поразио у бици код Арафе. То је омогућило поход на територију саме Асирије, али Вавилонци нису успели у покушају да освоје асирску престолницу Ниниву године 615. п. н. е. Годину дана касније Набополасар је покренуо војску на Асур, при чему су му се прикључили Кијаксар и његови Међани..
Главнина асирске војске је била распоређена у Ниниви и није могла да помогне браниоцима Асура. Међанске и вавилонске снаге су на крају успеле да продру кроз градске зидине и починиле масакр, о чему сведочи велики број костију пронађен у рушевинама града. Историчари се још увек двоуме око тога да ли је град пао 614. п. н. е. или 612. п. н. е. заједно са Нинивом.